# Eliminacje do Pucharu Narodów Afryki 2008/Grupa 4
Eliminacje Pucharu Narodów Afryki 2008 odbywają się między 2 września 2006 a 12 października 2007, czyli o miesiąc dłużej niż zaplanowano. Drużyny zostały przydzielone do 11 grup po 4 drużyny w każdej i 1 grupie z 3 drużynami. Do finałów zakwalifikuje się 12 zwycięzców grup oraz 3 drużyny z 2. miejsc (z grup 2-11). W grupie 4 szansę na bezpośredni awans miał tylko zwycięzca grupy, natomiast drużyna z drugiego miejsca awansowałaby, gdyby była jedną z trzech drużyn z 2. miejsc z największą liczbą punktów.

## Drużyny
1. Tunezja
2. Sudan
3. Seszele
4. Mauritius

## Tabela
| Drużyna   | Pkt | M | Z | R | P | Br+ | Br- | +/- |
| --------- | --- | - | - | - | - | --- | --- | --- |
| Sudan     | 15  | 6 | 5 | 1 | 0 | 13  | 4   | +9  |
| Tunezja   | 13  | 6 | 4 | 1 | 1 | 12  | 3   | +9  |
| Seszele   | 4   | 6 | 1 | 1 | 4 | 3   | 14  | -11 |
| Mauritius | 2   | 6 | 0 | 2 | 4 | 3   | 10  | -7  |

Uwagi:
- Sudan i  Tunezja awansowały do Pucharu Narodów Afryki 2008.

## Wyniki
| 3 września 2006 13:00 CET | Mauritius | 0 - 0 | Tunezja | Stade George V, Curepipe |
|                           |           |       |         |                          |

| 3 września 2006 19:00 CET | Sudan · Bader Eldin Abdalla Galag 22' · Haytham Tambal 77' (k) 90' | 3 - 0 | Seszele | Stade de Khartoum, Chartum |
|                           |                                                                    |       |         |                            |

| 7 października 2006 | Seszele · Wilnes Brutus 22' 81' | 2 - 1 | Mauritius · Kervin Godon 50' | Stade Linité, Victoria |
|                     |                                 |       |                              |                        |

| 7 października 2006 21:45 CET | Tunezja · Richard Gastin Lado 79' (sam) | 1 - 0 | Sudan | Stadion 7 Listopada, Radis |
|                               |                                         |       |       |                            |

| 24 marca 2007 14:00 CET | Seszele | 0 - 3 | Tunezja · Issam Jemâa 16' 76' 80' | Stade Linité, Victoria |
|                         |         |       |                                   |                        |

| 25 marca 2007 13:00 CET | Mauritius · Ricardo Naboth 68' | 1 - 2 | Sudan · Faisal Agab 42' 86' | Stade George V, Curepipe |
|                         |                                |       |                             |                          |

| 2 czerwca 2007 19:00 | Sudan · Richard Gastin 24' 65' · Faisal Agab 44' | 3 - 0 | Mauritius | Stade de Al-Merrikh, Omdurman |
|                      |                                                  |       |           |                               |

| 2 czerwca 2007 20:45 CET | Tunezja · Issam Jemâa 25' · Kamel Zaiem 41' 66' · Amine Chermiti 81' | 4 - 0 | Seszele | Stadion 7 Listopada, Radis |
|                          |                                                                      |       |         |                            |

| 16 czerwca 2007 14:30 CET | Seszele | 0 - 2 | Sudan · Faisal Agab 46' · Haytham Tambal 61' | Stade Linité, Victoria |
|                           |         |       |                                              |                        |

| 16 czerwca 2007 19:10 CET | Tunezja · Issam Jemâa 44' · Mehdi Nafti 60' | 2 - 0 | Mauritius | Stadion 7 Listopada, Radis |
|                           |                                             |       |           |                            |

| 9 września 2007 13:30 CET | Mauritius · Christopher Perle 59' | 1 - 1 | Seszele · Godfrey Denis 43' (k) | Stade George V, Curepipe · Sędzia: Victor Mwandike ( Tanzania) |
|                           |                                   |       |                                 |                                                                |

| 9 września 2007 18:30 CET | Sudan · Yousif Ahmed Alaa Eldin 26' · Faisal Agab 61' (k) · Musa Al Tahir 72' | 3 - 2 | Tunezja · Abdelkarim Nafti 55' · Francileudo dos Santos 82' (k) | Stade de Khartoum, Chartum · Sędzia: Coffi Codija ( Benin) |
|                           |                                                                               |       |                                                                 |                                                            |